# Вулиця Івана Пулюя (Тернопіль)
Вулиця Івана Пулюя — вулиця в житловому масиві «Східний» міста Тернополя. Названа на честь українського фізика, електротехніка, громадського діяча, науковця, винахідника, перекладача Івана Пулюя.

## Відомості
Розпочинається від вулиці Євгена Мєшковського, пролягає на південь до вулиці Глибокої, де і закінчується. На вулиці розташовані приватні будинки.

## Транспорт
Рух вулицею — двосторонній, дорожнє покриття — асфальт. Громадський транспорт по вулиці не курсує, найближчі зупинки знаходяться на вулицях Глибокій та проспекті Степана Бандери.